# Penning (schaken)
Een penning is een techniek in het schaakspel, waarbij een vijandelijk stuk één stuk rechtstreeks aanvalt en een daarachter liggend belangrijk veld of stuk indirect bedreigt. Men zegt dan dat het rechtstreeks aangevallen stuk gepend staat. Wanneer dit stuk uit de baan (lijn, rij of diagonaal) van het aanvallende (pennende) stuk zou gaan, dan zou het achterliggende stuk of veld rechtstreeks aangevallen en mogelijk veroverd worden.
Uit het voorgaande blijkt al dat een stuk kan pennen als het hele banen (lijnen, rijen of diagonalen) van het schaakbord kan bestrijken. Dit geldt voor dame, de toren en loper. Een stuk dat gepend wordt, kan vaak wel bewegen langs de baan van het pennende stuk. Zo zal een loper die door een vijandelijke loper of dame gepend wordt, gewoonlijk maar gedeeltelijk gepend zijn. Eventueel kan hij het pennende stuk slaan. Een toren die door een loper gepend wordt, is volledig gepend. De toren gaat immers niet over een diagonaal.
De penning is een basistechniek in het schaken. Doordat een penning soms langere tijd kan bestaan of dreigen, kan deze tactisch ingezet worden. Soms drukt een penning zijn stempel op een hele partij, zodat de penning zelfs als strategisch wapen te gebruiken is.

## Terminologie
Men spreekt van een penning als het staartstuk waardevoller is dan het kopstuk. Is het omgekeerde het geval, of zijn de stukken gelijkwaardig, dan spreken we van röntgenschaak of een röntgenaanval.
Absolute en relatieve penningEen stuk staat absoluut gepend als het staartstuk de eigen koning is. Het is dan reglementair verboden het gepende stuk weg te halen uit de baan van het pennende stuk. Een stuk staat relatief gepend als het staartstuk niet de eigen koning is. Het gepende stuk mag weggespeeld worden, maar dat is vaak nadelig. De materiaalverhouding verslechtert dan.
Gedeeltelijk gepend en volledig gependEen stuk dat nog enige bewegingsvrijheid heeft, is niet volledig gepend, maar gedeeltelijk. Dit is het geval als het stuk langs de baan van het pennende stuk kan bewegen. Merk op dat dit los staat van de vraag of de penning absoluut of relatief is (op koning of niet). Van een gedeeltelijke penning kan ook sprake zijn als het gepende stuk het staartstuk kan dekken om zo nadeel te voorkomen. Een paard kan niet gedeeltelijk gepend zijn.
AanschroevenDegene die een stuk van de tegenstander gepend heeft, valt het nogmaals aan. Dit is de tweevoudige aanval op een gepend stuk. Het einddoel is niet noodzakelijkerwijs verovering, het is ook mogelijk om de tegenpartij tot andere concessies te dwingen, bijvoorbeeld een passieve verdediging of een verzwakking van de pionnenstructuur.
Eeuwige penningAls de ene partij een penning langdurig vol kan houden, en de tegenpartij daar niet aan kan ontsnappen zonder zware concessies, dan spreekt men van een eeuwige penning.
KruispenningEen stuk wordt door twee vijandelijke stukken gepend over kruisende banen.
Een gepend stuk is een slechte verdedigerEen bekende uitdrukking in het schaken. Een stuk of veld dat door een gepend stuk verdedigd (gedekt) wordt, is veelal straffeloos te veroveren. Opmerkelijk genoeg leert de ervaring, dat voor een pennend stuk de penning vaak minder hinderlijk is, vandaar dit gezegde.

### Terminologie van de Stappenmethode
De Stappenmethode, de standaard lesmethode van de Koninklijke Nederlandse Schaakbond, hanteert nog enkele termen:
KopstukHet gepende stuk.
StaartstukHet achterliggende stuk, waarop gepend wordt.
BaanstukEen algemene term voor de drie stukken die kunnen pennen: dame, toren en loper.
Zelfs bij het ontbreken van een staartstuk kan sprake zijn van een penning. Dat is het geval als met het wegspelen van een stuk een belangrijk achterliggend veld prijsgegeven zou worden.

## Gebruik van de penning
De penning is een wending die in alle partijfases kan voorkomen, hetzij als dreiging, hetzij op het bord. Doordat het gepende stuk een aanzienlijk verminderde bewegingsvrijheid heeft, kan de pennende partij met allerlei dreigingen werken en de penning zo inzetten als tactisch wapen. De penning kan bijvoorbeeld aangeschroefd worden of de tegenstander kan velden bezetten die door het gepende stuk onvoldoende verdedigd worden. Een penning, of het dreigen ermee, kan het gezicht van een hele partij bepalen en dus als strategisch wapen dienen. Hierin verschilt de penning sterk van de röntgenaanval waarbij eveneens twee achter elkaar staande stukken aangevallen worden. Bij die aanval is het voorste stuk vaak het kostbaarste, dus de aangevallen speler zal dit gewoonlijk weghalen, waarna het achterstaande stuk of veld meteen veroverd wordt. De röntgenaanval dwingt vaak tot onmiddellijke actie, terwijl de penning de beweging van de verdediger juist beperkt.

## Schaak en schaakmat
Hoewel een absoluut gepend stuk niet mag spelen, kan het wel schaak en zelfs mat geven. Een onreglementaire gedachte hierachter is: als het gepende stuk de vijandelijke koning slaat, komt de eigen koning in gevaar, maar dan is de partij al afgelopen.

### Opening
De waardering van schaaktheoretici voor allerlei schaakopeningen is mede bepaald door de wisselende beoordeling van de kracht van penningen en verdedigingsmiddelen. Ter illustratie een voorbeeld uit de Spaanse opening. Die wordt in de meeste varianten gekenmerkt door het opspelen van de zwarte a- en b-pion om de witte loper te verdrijven van de diagonaal a4-e8. De zwarte koning staat in de beginopstelling immers op e8. Dit verdrijven van de witte loper is nodig om op een gepast moment de penning te kunnen opheffen die ontstaat als zwart de d-pion opspeelt, bijvoorbeeld als er een zwart paard op c6 staat, een zeer gebruikelijke positie.
In zijn nadagen zag de grote 19e-eeuwse strateeg Wilhelm Steinitz de opmars van de a- en b-pion als een te grote verzwakking van de zwarte pionnenstructuur en paste daarom een variant toe die bekendstaat als de Berlijnse verdediging. Omdat de zwartspeler daarin de pennende loper niet kan terugdrijven met de vleugelpionnen, zal hij veelal de penning voorkomen door het opspelen van de belangrijke centrale d-pion uit te stellen. Zodoende wordt "het Berlijns" gekenmerkt door een soort spookpenning, die wel als motief aanwijsbaar is, maar zich op het bord niet voordoet. Latere theoretici vonden dat dit terughoudende spel van zwart leidde tot een solide, maar al te passief spel met een ruimtetekort voor zwart en bijna een eeuw lang werd deze variant op topniveau vrijwel genegeerd. Toch bewees Vladimir Kramnik in 2000 met zijn kenmerkende nauwkeurigheid en speeltechniek dat deze verdediging goed speelbaar is. In de wereldkampioenschapsmatch met Kasparov bleek hij hiermee onverslaanbaar.

## Voorbeelden
|   | Gedeeltelijke penning |   |    |    |   |    |   |   |
| 8 | kd |   |    |    |   |    |   |   |
| 7 | |   |    |    |   | kl |   |   |
| 6 | |   | qd |    |   |    |   |   |
| 5 | |   |    | bl |   |    |   |   |
| 4 | |   | pl |    |   |    |   |   |
| 3 | |   |    |    |   |    |   |   |
| 2 | |   |    |    |   |    |   |   |
| 1 | |   |    |    |   |    |   |   |
|   | a | b | c  | d  | e | f  | g | h |
|   | Dit is geen volledige penning, want de zwarte dame kan nog bewegen op de diagonaal van de loper. Ze kan ook de loper slaan. Door de gedeeltelijke penning gaat de dame niettemin verloren. |   |    |    |   |    |   |   |

|   | Het paard staat gepend |   |    |   |   |    |   |   |
| 8 | kd |   |    |   |   |    |   |   |
| 7 | nd |   |    |   |   |    |   |   |
| 6 | |   | kl |   |   |    |   |   |
| 5 | |   |    |   |   |    |   |   |
| 4 | |   |    |   |   |    |   |   |
| 3 | |   |    |   |   |    |   |   |
| 2 | |   |    |   |   | bd |   |   |
| 1 | rl |   |    |   |   |    |   |   |
|   | a | b | c  | d | e | f  | g | h |
|   | Wit staat schaak. Dat het schaakgevende stuk gepend is, is daarvoor niet van belang. Als Wit het schaak opheft door de koning weg te zetten, kan Zwart daarna echter niet met het gepende paard spelen. |   |    |   |   |    |   |   |

|   | Een gepend stuk kan schaak geven |    |   |    |   |   |   |   |
| 8 | |    |   | kd |   |   |   |   |
| 7 | |    |   |    |   |   |   |   |
| 6 | |    |   |    |   |   |   |   |
| 5 | | kl |   |    |   |   |   |   |
| 4 | |    |   | nd |   |   |   |   |
| 3 | |    |   |    |   |   |   |   |
| 2 | |    |   |    |   |   |   |   |
| 1 | |    |   | rl |   |   |   |   |
|   | a | b  | c | d  | e | f | g | h |
|   | Zwart heeft zojuist Pd4† gespeeld om het schaak op te heffen. Hoewel het paard nu gepend is, staat wit nu schaak. Wit moet dus zijn koning in veiligheid brengen of het paard slaan. |    |   |    |   |   |   |   |

|   | Een belangrijk veld als staartstuk                                                                       |   |   |   |    |    |    |    |
| 8 | |   |   |   |    |    | kd |    |
| 7 | |   |   |   |    | pd | pd | pd |
| 6 | |   |   |   |    |    |    |    |
| 5 | |   |   |   |    |    |    |    |
| 4 | |   |   |   |    |    |    |    |
| 3 | |   |   |   | nd |    |    |    |
| 2 | |   |   |   |    |    |    |    |
| 1 | |   |   |   | rl |    | kl |    |
|   | a | b | c | d | e  | f  | g  | h  |
|   | Een penning zonder staartstuk. Als Zwart het paard wegspeelt, geeft wit mat achter de paaltjes met Te8#. |   |   |   |    |    |    |    |

|   | Nimzo-Indisch – Pc3 is absoluut gepend |    |    |    |    |    |    |    |
| 8 | rd | nd | bd | qd | kd |    |    | rd |
| 7 | pd | pd | pd | pd |    | pd | pd | pd |
| 6 | |    |    |    | pd | nd |    |    |
| 5 | |    |    |    |    |    |    |    |
| 4 | | bd | pl | pl |    |    |    |    |
| 3 | |    | nl |    |    |    |    |    |
| 2 | pl | pl |    |    | pl | pl | pl | pl |
| 1 | rl |    | bl | ql | kl | bl | nl | rl |
|   | a | b  | c  | d  | e  | f  | g  | h  |
|   | Een bekende absolute penning wordt gespeeld in de schaakopening Nimzo-Indisch en wel na de zetten: 1.d4 Pf6 2.c4 e6 3.Pc3 Lb4. Het paard staat nu absoluut gepend en mag reglementair niet gespeeld worden. |    |    |    |    |    |    |    |

|   | Koningsgambiet – Pf3 is relatief gepend |    |    |    |    |    |    |    |
| 8 | rd | nd |    | qd | kd | bd | nd | rd |
| 7 | pd | pd | pd |    |    | pd | pd | pd |
| 6 | |    |    | pd |    |    |    |    |
| 5 | |    |    |    | pd |    |    |    |
| 4 | |    |    |    | pl | pl | bd |    |
| 3 | |    |    |    |    | nl |    |    |
| 2 | pl | pl | pl | pl |    |    | pl | pl |
| 1 | rl | nl | bl | ql | kl | bl |    | rl |
|   | a | b  | c  | d  | e  | f  | g  | h  |
|   | Relatieve penning: in de schaakopening Koningsgambiet kan de volgende zettenreeks worden doorlopen: 1.e4 e5 2.f4 d6 3.Pf3 Lg4. Het paard mag nu wel gespeeld worden, maar dan gaat de dame verloren. |    |    |    |    |    |    |    |

|   | Zeekadettenmat |    |    |    |    |    |    |    |
| 8 | rd | nd |    | qd | kd | bd | nd | rd |
| 7 | pd | pd | pd |    |    | pd | pd |    |
| 6 | |    |    | pd |    |    |    | pd |
| 5 | |    |    |    | pd |    |    |    |
| 4 | |    | bl |    | pl |    | bd |    |
| 3 | |    | nl |    |    | nl |    |    |
| 2 | pl | pl | pl | pl |    | pl | pl | pl |
| 1 | rl |    | bl | ql | kl |    |    | rl |
|   | a | b  | c  | d  | e  | f  | g  | h  |
|   | Ondanks de relatieve penning speelt Wit 1.Pxe5. De witte dame is niet in gevaar want na het verleidelijke 1. ... L×d1? forceert Wit mat met 2.L×f7† Ke7 3.Pd5#. |    |    |    |    |    |    |    |